# Ключики (Амурская область)
Клю́чики — село в Серышевском районе Амурской области России. Входит в состав Большесазанского сельсовета.

## География
Село Ключики стоит на левом берегу реки Зея.
Дорога к селу Ключики идёт на север от административного центра Большесазанского сельсовета села Большая Сазанка, расстояние — 6 км.
Расстояние до районного центра посёлка Серышево — 26 км (через Большую Сазанку и Ударное).
На северо-восток от села Ключики идёт дорога к селу и станции ЗабЖД Озёрное.

## Население
| 2002 | 2010 | 2012 | 2013 | 2014 | 2015 | 2016 |
| ---- | ---- | ---- | ---- | ---- | ---- | ---- |
| 227  | ↘183 | ↗184 | ↗186 | ↗192 | ↘185 | ↘175 |
| 2017 | 2018 |      |      |      |      |      |
| ↘170 | ↘166 |      |      |      |      |      |

## Улицы
- ул. Бурхановская,
- ул. Набережная,
- ул. Центральная.